# Matthias Forster
Matthias Forster (* 26. April 1985 in Bobingen) ist ein deutscher Eishockeyspieler, der zuletzt von Juli bis Oktober 2017 beim ERC Sonthofen in der Eishockey-Oberliga unter Vertrag stand.

## Karriere
Forster begann seine Karriere 1990 im Nachwuchs des ESV Königsbrunn, bei dem er die Mannschaften der Kleinstschüler, Kleinschüler, Knaben und Schüler unter Trainer Herbert Bertele durchlief. 2000 wechselte Forster zu den Jungadlern Mannheim, mit denen er in der DNL aktiv war. Nach drei Spielzeiten und drei Deutschen Nachwuchs-Meisterschaften, in denen er 187 Scorerpunkte in 114 Partien erzielen konnte, schloss er sich im Sommer 2003 den Eisbären Berlin aus der DEL an. Die Berliner Verantwortlichen setzten den Linksschützen überwiegend bei den Eisbären Juniors Berlin in der Regionalliga beziehungsweise in der Oberliga ein. Dennoch absolvierte Forster insgesamt 30 DEL-Spiele.
Zum Ende der Saison 2004/05 unterschrieb er einen Vertrag bei den Hamburg Freezers, bei denen er die laufende Spielzeit beendete. Sein Vertrag, der im Sommer 2006 auslief, wurde nicht verlängert. Daher wechselte er in die 2. Bundesliga zum REV Bremerhaven. Dort zeigte der damals 21-jährige gute Leistungen und zog somit das Interesse des Bremerhavener Kooperationspartners, der Hannover Scorpions, auf sich, die ihn während der Saison 2007/08 in deren Kader beriefen. Dort wurde Forster allerdings nicht eingesetzt. Nach einer weiteren Spielzeit in Bremerhaven konnten ihn die Verantwortlichen der Schwenninger Wild Wings Ende April 2009 von einem Engagement in Schwenningen überzeugen. Forster erhielt einen Einjahresvertrag. 2013 wurde er von den Eispiraten Crimmitschau aus der DEL2 verpflichtet. Von 2015 bis 2017 spielte er bei den Heilbronner Falken, ehe er 2017 zum ERC Sonthofen in die Eishockey-Oberliga wechselte. Dort begann er parallel zum Eishockeysport eine Ausbildung. Im Oktober 2017 einigten sich der ERC Sonthofen und der Stürmer aufgrund der Doppelbelastung durch Oberliga-Spielbetrieb und -training sowie der parallelen Ausbildung auf eine Vertragsauflösung.

### International
Forster wurde 2003 erstmals für die deutsche Juniorennationalmannschaft nominiert, mit der er im gleichen Jahr an der U-18 B-Weltmeisterschaft in Lettland teilnahm. Dort erreichte er mit dem deutschen Team den zweiten Platz in der Gruppe A hinter Dänemark und verpasste somit den Aufstieg in die A-WM. Der Offensivspieler kam in drei Spielen zum Einsatz und erzielte dabei keinen Scorerpunkt.

## Statistik
(Stand: Ende der Saison 2008/09)